# 薩武群島

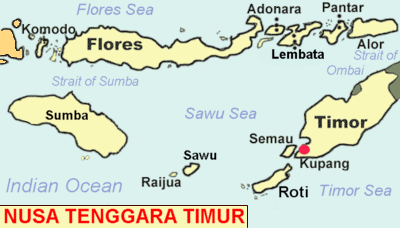
東努沙登加拉省地圖

薩武群島是印度尼西亞東部東努沙登加拉省由3個小島組成的群島，位於帝汶島以西松巴島和羅地島之間，人口約30,000，由於處於印度-澳洲板塊向北沉入歐亞大陸板塊的隱沒帶上，因此每年上升約1毫米。薩武群島全年大部分間乾旱，雨量集中在11月至3月，8月至10月幾乎不會下雨，平均年雨量1,019毫米。

## 外部連結
- savu-raijua.com（页面存档备份，存于）

10°29′S 121°54′E / 10.483°S 121.900°E